# سباق باريس روبيه 1985
طواف باريس 1985 هو سباق دراجات هوائية أقيم بتاريخ أبريل 14، تكون السباق من مرحلة واحدة، وامتدّ لمسافة 268 كم، وبسرعة 36.44 كم/س، استغرق السباق 7 ساعات و21 دقيقة و10 ثانية.